# 阮福寶嵰
阮福寶嵰（越南语：／；1884年—1940年8月5日），又名阮福寶（山廉）（越南语：／），越南阮朝育德帝第十子，生母阮文氏詣。

## 生平
嗣德三十六年（1883年），嗣德帝去世，遺詔命皇長子瑞國公阮福膺禛繼位，但三日後權臣尊室說和阮文祥廢黜了瑞國公，另立朗國公阮福洪佚繼位，並把瑞國公一家監禁在住處育德堂。建福元年（1884年）九月，阮文祥下令將阮福膺禛送入監獄，不久即殺害，將其妻妾送回娘家居住，其子女各隨生母回外家居住。這時年幼的阮福寶嵰隨母親阮文氏詣回到了富春社的外家。
成泰元年（1889年），七兄阮福寶嶙繼位，更名阮福昭，是為成泰帝，阮福寶巑成為皇弟。成泰二年（1890年）三月，與九兄阮福寶巑和十一弟阮福寶𡾊出閣讀書。成泰九年（1897年），隨成泰帝出巡。成泰十五年（1903年）十二月，成泰帝選禮部尚書吳廷可為阮福寶巑和阮福寶嵰的法語教師，教習兩位皇弟學習法文。成泰十六年（1904年），成泰帝封阮福寶嵰為興仁國公（越南语：／）。成泰十八年（1906年）三月，成泰帝御駕北巡，阮福寶巑和阮福寶嵰擔任護駕親臣隨往。同年八月，法國政府贈阮福寶巑和阮福寶嵰各一五項北斗配星。
維新元年（1907年）七月，成泰帝被廢，維新帝即位。維新二年（1908年）六月，女學場移設於興仁國公府，寶嵰遷國公府到他處。維新三年二月二十一日（1909年3月12日），興仁國公寶嵰代行郊禮。同年七月，興仁國公前往西方遊學，全年學費按一千一百元發放。維新六年（1912年）正月，維新帝晉封寶嵰為興仁公（越南语：／）。
啟定元年（1916年）四月，維新帝被廢，法國人擁立奉化公阮福寶嶹即位，是為啟定帝。後寶嵰因打傷蔡文瓚，降為興仁郡公（越南语：／），啟定四年（1919年）十月，因逢坤元皇太后阮有氏嫻五十大壽，特準寶嵰開復原爵，但因“興仁”二字犯阮朝九鼎徽號，改封為懷恩公（越南语：／）。
保大八年二月十八日（1933年3月13日），晉封懷恩郡王（越南语：／）。閏五月二十日（7月12日），正式舉行宣封禮。保大十五年七月二日（1940年8月5日），寶嵰去世，壽五十七歲。阮廷追贈懷恩王（越南语：／）。

## 子女
阮福寶嵰後裔所用命名字部不詳。
- 子阮福永交（Nguyễn Phúc vĩnh Giao），保大十一年（1936年），恩封懷恩郡公[15]